# Llista de monuments del Baix Segura
Llista de monuments del Baix Segura inscrits en l'Inventari General del Patrimoni Cultural Valencià per la comarca del Baix Segura.
S'inclouen els monuments declarats com a Béns d'Interés Cultural (BIC), classificats com a béns immobles sota la categoria de monuments (realitzacions arquitectòniques o d'enginyeria, i obres d'escultura colossal), i els monuments declarats com a Béns immobles de rellevància local (BRL). Estan inscrits en l'Inventari General del Patrimoni Cultural Valencià, en les seccions 1a i 2a respectivament.

## Albatera
| Monument                                  | Prot.? | Estil/època                                        | Localització               | Coordenades                                          | Codi?         | Imatge |
| ----------------------------------------- | ------ | -------------------------------------------------- | -------------------------- | ---------------------------------------------------- | ------------- | --- |
| Església parroquial de Sant Jaume Apòstol | BRL    | Barroc S.XVIII (1729); S.XVIII (1753-1755) portada | Albatera Pl. de la Iglesia | 38° 10′ 43″ N, 0° 52′ 07″ O / 38.178519°N,0.868683°O | 03.34.005-001 | Església parroquial de Sant Jaume Apòstol (Albatera) · Vegeu més fotos d'aquest monument · Carregueu una nova foto d'aquest monument |

## Algorfa
| Monument                     | Prot.? | Estil/època     | Localització                | Coordenades                                         | Codi?         | Imatge |
| ---------------------------- | ------ | --------------- | --------------------------- | --------------------------------------------------- | ------------- | --- |
| Castell de Montemar          | BIC    | S.XX (ca. 1920) | Algorfa Ctra. als Montesins | 38° 03′ 27″ N, 0° 45′ 57″ O / 38.05749°N,0.765802°O | 03.34.012-001 | Castell de Montemar (Algorfa) · Vegeu més fotos d'aquest monument · Carregueu una nova foto d'aquest monument |
| Ermita del Marqués d'Algorfa | BRL    | S.XX (1920)     | Algorfa Ctra. a Benejússer  | 38° 05′ 10″ N, 0° 48′ 16″ O / 38.085986°N,0.8045°O  | 03.34.012-002 | Carregueu una nova foto d'aquest monument                                                                     |

## Almoradí
| Monument                           | Prot.? | Estil/època     | Localització              | Coordenades                                          | Codi?         | Imatge |
| ---------------------------------- | ------ | --------------- | ------------------------- | ---------------------------------------------------- | ------------- | --- |
| Església parroquial de Sant Andreu | BRL    | S.XIX (ca 1830) | Almoradí Pl. Constitución | 38° 06′ 33″ N, 0° 47′ 29″ O / 38.109108°N,0.791515°O | 03.34.015-001 | Església parroquial de Sant Andreu (Almoradí) · Vegeu més fotos d'aquest monument · Carregueu una nova foto d'aquest monument |

## Benejússer
| Monument                                  | Prot.? | Estil/època     | Localització           | Coordenades                                          | Codi?         | Imatge |
| ----------------------------------------- | ------ | --------------- | ---------------------- | ---------------------------------------------------- | ------------- | --- |
| Ermita del Pilar                          | BRL    |                 | Benejússer             | 38° 03′ 56″ N, 0° 49′ 48″ O / 38.065566°N,0.830066°O | 03.34.024-001 | Carregueu una nova foto d'aquest monument                                                                                              |
| Església parroquial de la Verge del Roser | BRL    | S.XIX (ca 1830) | Benejússer Pl. Iglesia | 38° 04′ 41″ N, 0° 50′ 18″ O / 38.078009°N,0.838222°O | 03.34.024-002 | Església parroquial de la Verge del Roser (Benejússer) · Vegeu més fotos d'aquest monument · Carregueu una nova foto d'aquest monument |

## Benferri
| Monument                           | Prot.? | Estil/època | Localització | Coordenades                                          | Codi?         | Imatge |
| ---------------------------------- | ------ | ----------- | ------------ | ---------------------------------------------------- | ------------- | --- |
| Església parroquial de Sant Jeroni | BRL    |             | Benferri     | 38° 08′ 30″ N, 0° 57′ 43″ O / 38.141667°N,0.962083°O | 03.34.025-001 | Església parroquial de Sant Jeroni (Benferri) · Vegeu més fotos d'aquest monument · Carregueu una nova foto d'aquest monument |

## Benijòfar
| Monument                                  | Prot.?        | Estil/època | Localització                     | Coordenades                                         | Codi?         | Imatge |
| ----------------------------------------- | ------------- | ----------- | -------------------------------- | --------------------------------------------------- | ------------- | --- |
| Església parroquial de Sant Jaume Apòstol | BRL           |             | Benijòfar Pl. de la Constitución | 38° 04′ 51″ N, 0° 44′ 18″ O / 38.080803°N,0.73825°O | 03.34.034-001 | Església parroquial de Sant Jaume Apòstol (Benijòfar) · Vegeu més fotos d'aquest monument · Carregueu una nova foto d'aquest monument |
| Molí àrab                                 | BRL etnològic |             | Benijòfar Pantà de Benijòfar     | 38° 04′ 59″ N, 0° 44′ 55″ O / 38.08296°N,0.748741°O | 03.34.034-003 | Carregueu una nova foto d'aquest monument                                                                                             |

## Bigastre
| Monument                                        | Prot.? | Estil/època | Localització | Coordenades                                          | Codi?         | Imatge |
| ----------------------------------------------- | ------ | ----------- | ------------ | ---------------------------------------------------- | ------------- | --- |
| Església parroquial de la Mare de Déu de Betlem | BRL    |             | Bigastre     | 38° 03′ 46″ N, 0° 53′ 44″ O / 38.062833°N,0.895607°O | 03.34.044-002 | Església parroquial de la Mare de Déu de Betlem (Bigastre) · Vegeu més fotos d'aquest monument · Carregueu una nova foto d'aquest monument |

## Callosa de Segura
| Monument                                   | Prot.? | Estil/època                                                                                                   | Localització                          | Coordenades                                                    | Codi?         | Imatge |
| ------------------------------------------ | ------ | --- | ------------------------------------- | -------------------------------------------------------------- | ------------- | --- |
| Església parroquial de Sant Martí          | BIC    | Renaixement - Barroc S.XV (1494); S.XVI (1569) capçalera i capella major; S.XVIII (1773-1779) capella Comunió | Callosa de Segura Pl. Espanya         | 38° 07′ 22″ N, 0° 52′ 45″ O / 38.122653°N,0.879083°O           | RI-51-0004439 | Església parroquial de Sant Martí (Callosa de Segura) · Vegeu més fotos d'aquest monument · Carregueu una nova foto d'aquest monument  |
| Castell de Callosa de Segura               | BIC    | | Callosa de Segura Turó prop del poble | 38° 07′ 33″ N, 0° 52′ 47″ O / 38.125841°N,0.879593°O           | 03.34.049-002 | Castell de Callosa de Segura · Modifica el valor a Wikidata · Carregueu una nova foto d'aquest monument                                |
| Ermita de la Mare de Déu del Roser         | BRL    | | Callosa de Segura                     | 38° 07′ 27″ N, 0° 52′ 45″ O / 38.124108°N,0.879126°O           | 03.34.049-011 | Ermita de la Mare de Déu del Roser (Callosa de Segura) · Vegeu més fotos d'aquest monument · Carregueu una nova foto d'aquest monument |
| Ermita de Sant Roc, o Santuari de Sant Roc | BRL    | S.XVIII (1759-1798)                                                                                           | Callosa de Segura Barri San Roque     | 38° 07′ 17″ N, 0° 52′ 50″ O / 38.1212972222°N,0.880569444444°O | 03.34.049-005 | Ermita de Sant Roc (Callosa de Segura) · Carregueu una nova foto d'aquest monument                                                     |
| Església dels Dolors, o Ermita dels Dolors | BRL    | S.XIX (1896)                                                                                                  | Callosa de Segura                     | 38° 07′ 23″ N, 0° 52′ 50″ O / 38.123024°N,0.880498°O           | 03.34.049-007 | Carregueu una nova foto d'aquest monument                                                                                              |

## Catral
| Monument                             | Prot.? | Estil/època | Localització | Coordenades                                         | Codi?         | Imatge                                    |
| ------------------------------------ | ------ | ----------- | ------------ | --------------------------------------------------- | ------------- | ----------------------------------------- |
| Església parroquial dels Sants Joans | BRL    |             | Catral       | 38° 09′ 35″ N, 0° 48′ 16″ O / 38.15972°N,0.804365°O | 03.34.055-001 | Carregueu una nova foto d'aquest monument |

## Coix
| Monument                                  | Prot.? | Estil/època    | Localització               | Coordenades                                          | Codi?         | Imatge |
| ----------------------------------------- | ------ | -------------- | -------------------------- | ---------------------------------------------------- | ------------- | --- |
| Castell de Santa Bàrbara                  | BIC    | S.XV           | Coix Al sud-oest del poble | 38° 08′ 16″ N, 0° 52′ 59″ O / 38.137779°N,0.883056°O | 03.34.058-001 | Castell de Santa Bàrbara (Coix) · Vegeu més fotos d'aquest monument · Carregueu una nova foto d'aquest monument |
| Convent del Carme, o Ermita del Carme     | BRL    |                | Coix                       | 38° 08′ 30″ N, 0° 53′ 15″ O / 38.141536°N,0.887442°O | 03.34.058-002 | Carregueu una nova foto d'aquest monument                                                                       |
| Església parroquial de Sant Joan Baptista | BRL    | S.XVIII (1776) | Coix Pl. San Juan, 10      | 38° 08′ 23″ N, 0° 53′ 03″ O / 38.13961°N,0.88428°O   | 03.34.058-003 | Carregueu una nova foto d'aquest monument                                                                       |

## Daia Nova
| Monument                                    | Prot.? | Estil/època | Localització | Coordenades                                          | Codi?         | Imatge |
| ------------------------------------------- | ------ | ----------- | ------------ | ---------------------------------------------------- | ------------- | --- |
| Església parroquial de Sant Miquel Arcàngel | BRL    |             | Daia Nova    | 38° 06′ 49″ N, 0° 45′ 40″ O / 38.113667°N,0.761111°O | 03.34.061-001 | Església parroquial de Sant Miquel Arcàngel (Daia Nova) · Vegeu més fotos d'aquest monument · Carregueu una nova foto d'aquest monument |

## Daia Vella
| Monument                                            | Prot.? | Estil/època | Localització | Coordenades                                          | Codi?         | Imatge |
| --------------------------------------------------- | ------ | ----------- | ------------ | ---------------------------------------------------- | ------------- | --- |
| Església parroquial de la Mare de Déu de Montserrat | BRL    |             | Daia Vella   | 38° 06′ 17″ N, 0° 44′ 17″ O / 38.104833°N,0.737917°O | 03.34.062-001 | Església parroquial de la Mare de Déu de Montserrat (Daia Vella) · Vegeu més fotos d'aquest monument · Carregueu una nova foto d'aquest monument |

## Dolores
| Monument                                          | Prot.? | Estil/època                        | Localització             | Coordenades                                          | Codi?         | Imatge |
| ------------------------------------------------- | ------ | ---------------------------------- | ------------------------ | ---------------------------------------------------- | ------------- | --- |
| Església parroquial de la Mare de Déu dels Dolors | BRL    | Neoclassicisme S.XVIII (1737-1774) | Dolores Pl. Constitución | 38° 08′ 20″ N, 0° 46′ 11″ O / 38.138889°N,0.769722°O | 03.34.064-001 | Església parroquial de la Mare de Déu dels Dolors (Dolores) · Vegeu més fotos d'aquest monument · Carregueu una nova foto d'aquest monument |

## Formentera del Segura
| Monument                   | Prot.? | Estil/època | Localització          | Coordenades                                      | Codi?         | Imatge                                    |
| -------------------------- | ------ | ----------- | --------------------- | ------------------------------------------------ | ------------- | ----------------------------------------- |
| Nucli històric tradicional | BRL    |             | Formentera del Segura | 38° 05′ 01″ N, 0° 44′ 45″ O / 38.0836°N,0.7458°O | 03.34.070-002 | Carregueu una nova foto d'aquest monument |

## La Granja de Rocamora
| Monument                                 | Prot.? | Estil/època  | Localització                                                 | Coordenades                                          | Codi?         | Imatge                                    |
| ---------------------------------------- | ------ | ------------ | ------------------------------------------------------------ | ---------------------------------------------------- | ------------- | ----------------------------------------- |
| Torre Mora                               | BIC    | S.XIII-S.XIV | La Granja de Rocamora Ctra. La Granja de Rocamora - Albatera | 38° 09′ 12″ N, 0° 53′ 08″ O / 38.153275°N,0.885675°O | RI-51-0009264 | Carregueu una nova foto d'aquest monument |
| Església parroquial de Sant Pere Apòstol | BRL    |              | La Granja de Rocamora                                        | 38° 09′ 10″ N, 0° 53′ 23″ O / 38.152761°N,0.889844°O | 03.34.074-002 | Carregueu una nova foto d'aquest monument |

## Guardamar del Segura
| Monument                          | Prot.? | Estil/època                                                     | Localització                                            | Coordenades                                            | Codi?         | Imatge |
| --------------------------------- | ------ | --------------------------------------------------------------- | ------------------------------------------------------- | ------------------------------------------------------ | ------------- | --- |
| Castell de Guardamar del Segura   | BIC    | Arquitectura medieval                                           | Guardamar del Segura Turó a la part alta de la població | 38° 05′ 30″ N, 0° 39′ 28″ O / 38.091539°N,0.657683°O   | RI-51-0011104 | Castell de Guardamar del Segura · Vegeu més fotos d'aquest monument · Carregueu una nova foto d'aquest monument                          |
| Torre de l'Àguila                 | BIC    |                                                                 | Guardamar del Segura                                    | 38° 04′ 56″ N, 0° 39′ 44″ O / 38.082218°N,0.662314°O   | 03.34.076-016 | Carregueu una nova foto d'aquest monument                                                                                                |
| Torre de l'Alt del Moncayo        | BIC    |                                                                 | Guardamar del Segura                                    | 38° 04′ 56″ N, 0° 40′ 35″ O / 38.082324°N,0.676288°O   | 03.34.076-017 | Carregueu una nova foto d'aquest monument                                                                                                |
| Torre del Descarregador           | BIC    |                                                                 | Guardamar del Segura                                    | 38° 03′ 38″ N, 0° 39′ 02″ O / 38.060482°N,0.65047°O    | 03.34.076-018 | Carregueu una nova foto d'aquest monument                                                                                                |
| Església parroquial de Sant Jaume | BRL    | S.XIX (ca 1830) projecte; S.XX (ca 1930) torre, (1960) campanar | Guardamar del Segura Pl. Ayuntamiento                   | 38° 05′ 21″ N, 0° 39′ 20″ O / 38.0892385°N,0.6555523°O | 03.34.076-001 | Església parroquial de Sant Jaume (Guardamar del Segura) · Vegeu més fotos d'aquest monument · Carregueu una nova foto d'aquest monument |

## Els Montesinos
| Monument                      | Prot.? | Estil/època | Localització                         | Coordenades                                          | Codi?         | Imatge                                    |
| ----------------------------- | ------ | ----------- | ------------------------------------ | ---------------------------------------------------- | ------------- | ----------------------------------------- |
| Torre de la Marquesa          | BIC    |             | Els Montesinos                       | 38° 00′ 11″ N, 0° 46′ 02″ O / 38.003123°N,0.767265°O | 03.34.903-004 | Carregueu una nova foto d'aquest monument |
| Església parroquial del Pilar | BRL    |             | Els Montesinos                       | 38° 01′ 37″ N, 0° 44′ 36″ O / 38.026944°N,0.743333°O | 03.34.903-001 | Carregueu una nova foto d'aquest monument |
| Ermita de la Marquesa         | BRL    |             | Els Montesinos Veïnat de la Marquesa | 38° 00′ 12″ N, 0° 46′ 01″ O / 38.00328°N,0.766964°O  | 03.34.903-003 | Carregueu una nova foto d'aquest monument |

## Oriola
| Monument | Prot.? | Estil/època | Localització                     | Coordenades                                          | Codi?         | Imatge |
| --- | ------ | --- | -------------------------------- | ---------------------------------------------------- | ------------- | --- |
| Castell Runes Glorioses | BIC    | | Oriola Mont de Sant Miquel       | 38° 05′ 28″ N, 0° 56′ 45″ O / 38.091053°N,0.945767°O | RI-51-0000373 | Castell Runes Glorioses (Oriola) · Vegeu més fotos d'aquest monument · Carregueu una nova foto d'aquest monument                                |
| Església Catedral del Salvador i Santa Maria                                                                                 | BIC    | Gòtic - Renaixement S.XIV origen; S.XVI (1505) transsepte, (1569) portada; S.XVIII (1745-1747) capella Comunió                                                 | Oriola Pl. Tinent Linares, 1     | 38° 05′ 09″ N, 0° 56′ 46″ O / 38.085781°N,0.94605°O  | RI-51-0000371 | Església Catedral del Salvador i Santa Maria (Oriola) · Vegeu més fotos d'aquest monument · Carregueu una nova foto d'aquest monument           |
| Santuari de la Mare de Déu de Monserrate                                                                                     | BIC    | Barroc - Neoclassicista S.XVI (1509) origen; S.XVIII (1750-1776) reedificació                                                                                  | Oriola Pl. Monserrate, 25        | 38° 05′ 31″ N, 0° 57′ 04″ O / 38.092063°N,0.951131°O | 03.34.099-023 | Santuari de la Mare de Déu de Monserrate (Oriola) · Vegeu més fotos d'aquest monument · Carregueu una nova foto d'aquest monument               |
| Palau Episcopal | BIC    | S.XVIII (1733-1767) | Oriola C. Major de Ramón y Cajal | 38° 05′ 08″ N, 0° 56′ 48″ O / 38.085654°N,0.9467°O   | RI-51-0004187 | Palau Episcopal (Oriola) · Vegeu més fotos d'aquest monument · Carregueu una nova foto d'aquest monument                                        |
| Convent de Sant Domènec | BIC    | Renaixement S.XVI; S.XVII; S.XVIII | Oriola C. Adolfo Claravana       | 38° 05′ 21″ N, 0° 56′ 26″ O / 38.089217°N,0.940651°O | RI-51-0000372 | Convent de Sant Domènec (Oriola) · Vegeu més fotos d'aquest monument · Carregueu una nova foto d'aquest monument                                |
| Església parroquial de Santes Justa i Rufina                                                                                 | BIC    | Renaixement S.XIV (1319-1348); S.XVI (1568) portada lateral, (1580) presbiteri; S.XVIII (1753-1761) portada imafronte, (1744-1745) sagristia i capella Comunió | Oriola Pl. les Saleses           | 38° 05′ 07″ N, 0° 56′ 58″ O / 38.085311°N,0.949503°O | RI-51-0003859 | Església parroquial de Santes Justa i Rufina (Oriola) · Vegeu més fotos d'aquest monument · Carregueu una nova foto d'aquest monument           |
| Església parroquial de Sant Jaume el Major                                                                                   | BIC    | Gòtic - Renaixement S.VII (ca 679); S.XVI nau, (1545) sagristia, (1551) capella major; S.XVIII (1726-1757) capella Comunió                                     | Oriola Pl. Sant Jaume, 2         | 38° 05′ 15″ N, 0° 57′ 01″ O / 38.087577°N,0.950286°O | RI-51-0001078 | Església parroquial de Sant Jaume el Major (Oriola) · Vegeu més fotos d'aquest monument · Carregueu una nova foto d'aquest monument             |
| Torre Cap Roig | BIC    | S.XVI | Oriola Cap Roig                  | 37° 54′ 44″ N, 0° 43′ 30″ O / 37.912151°N,0.724863°O | RI-51-0009131 | Torre Cap Roig (Oriola) · Vegeu més fotos d'aquest monument · Carregueu una nova foto d'aquest monument                                         |
| Tram de muralles | BIC    | S.XII; S.XIII; S.XIV; S.XV; S.XVI; S.XVII; S.XVIII; S.XIX | Oriola Paral·lel al c. Riu       | 38° 05′ 05″ N, 0° 56′ 55″ O / 38.084787°N,0.948604°O | RI-51-0010449 | Tram de muralles (Oriola) · Vegeu més fotos d'aquest monument · Carregueu una nova foto d'aquest monument                                       |
| Reial Monestir de la Visitació de Santa Maria, o Convent i església de les Saleses, Reial Monestir de les Religioses Saleses | BIC    | S.XVII-XVIII convent, (1772) antigua església; S.XIX (1826-1832) església actual                                                                               | Oriola Pl. les Saleses, 1        | 38° 05′ 05″ N, 0° 57′ 00″ O / 38.084693°N,0.949899°O | RI-51-0012126 | Reial Monestir de la Visitació de Santa Maria (Oriola) · Vegeu més fotos d'aquest monument · Carregueu una nova foto d'aquest monument          |
| Nucli antic d'Oriola | BIC    | | Oriola C. Major, c. Sarget       | 38° 05′ 08″ N, 0° 56′ 48″ O / 38.085692°N,0.946533°O | RI-53-0000102 | Nucli antic d'Oriola · Vegeu més fotos d'aquest monument · Carregueu una nova foto d'aquest monument                                            |
| Palmerar de Sant Antoni | BIC    | | Oriola                           | 38° 05′ 44″ N, 0° 56′ 23″ O / 38.095520°N,0.939692°O | RI-54-0000022 | Palmerar de Sant Antoni (Oriola) · Vegeu més fotos d'aquest monument · Carregueu una nova foto d'aquest monument                                |
| Col·legi Jesús Maria i església de Sant Agustí                                                                               | BRL    | | Oriola C. San Agustín, 32        | 38° 05′ 00″ N, 0° 56′ 51″ O / 38.083195°N,0.947598°O | 03.34.099-024 | Col·legi Jesús Maria i església de Sant Agustí (Oriola) · Vegeu més fotos d'aquest monument · Carregueu una nova foto d'aquest monument         |
| Convent dels Carmelites | BRL    | S.XVII (1658-1686) convent i església; S.XVIII (1721-1727) portada, (1730-1740) cambril                                                                        | Oriola Pl. Carmen, 4             | 38° 05′ 09″ N, 0° 57′ 03″ O / 38.085861°N,0.950747°O | 03.34.099-017 | Convent dels Carmelites (Oriola) · Vegeu més fotos d'aquest monument · Carregueu una nova foto d'aquest monument                                |
| Convent de Sant Francesc, o convent i església                                                                               | BRL    | S.XVI-XVII (1594-1605) | Oriola Pl. de San Francisco, 1   | 38° 05′ 37″ N, 0° 57′ 27″ O / 38.093563°N,0.957627°O | 03.34.099-018 | Carregueu una nova foto d'aquest monument |
| Convent de Sant Joan de la Penitència, o Monestir                                                                            | BRL    | Manierisme, barroc S.XV (1493) fundació; S.XVII (1600) església; S.XVIII (1742-1772) reconstrucció i convent                                                   | Oriola C. Antonio Piniés, 29     | 38° 05′ 14″ N, 0° 56′ 33″ O / 38.087295°N,0.942442°O | 03.34.099-019 | Convent de Sant Joan de la Penitència (Oriola) · Vegeu més fotos d'aquest monument · Carregueu una nova foto d'aquest monument                  |
| Ermita de Sant Antoni, o Ermita i Casa dels Canonges                                                                         | BRL    | S.XVIII | Oriola Barri de San Antón        | 38° 05′ 38″ N, 0° 56′ 33″ O / 38.093856°N,0.942362°O | 03.34.099-029 | Ermita de Sant Antoni (Oriola) · Vegeu més fotos d'aquest monument · Carregueu una nova foto d'aquest monument                                  |
| Ermita del Sant Sepulcre | BRL    | | Oriola                           | 38° 05′ 37″ N, 0° 57′ 16″ O / 38.093573°N,0.954573°O | 03.34.099-028 | Carregueu una nova foto d'aquest monument |
| Església de la Mercé, Museu de la Setmana Santa, antic Convent de la Mercé                                                   | BRL    | S.XIV fundación; S. XVIII | Oriola Pl. de la Merced, 1       | 38° 05′ 11″ N, 0° 56′ 38″ O / 38.086367°N,0.943884°O | 03.34.099-021 | Església de la Mercé (Oriola) · Carregueu una nova foto d'aquest monument                                                                       |
| Església de Santa Anna, Convent de Santa Anna                                                                                | BRL    | S.XVII | Oriola                           | 38° 05′ 37″ N, 0° 57′ 27″ O / 38.093519°N,0.957623°O | 03.34.099-048 | Carregueu una nova foto d'aquest monument |
| Creu de la Mola | BRL    | S.XX | Oriola La Mola                   | 38° 06′ 07″ N, 0° 57′ 06″ O / 38.102045°N,0.951529°O | 03.34.099-049 | Carregueu una nova foto d'aquest monument |
| Església parroquial de Nostra Senyora dels Desemparats                                                                       | BRL    | S.XVIII | Oriola Pl. de la Iglesia, 1      | 38° 03′ 45″ N, 0° 58′ 57″ O / 38.062546°N,0.982412°O | 03.34.099-052 | Església parroquial de Nostra Senyora dels Desemparats (Oriola) · Vegeu més fotos d'aquest monument · Carregueu una nova foto d'aquest monument |
| Església parroquial de Nostra Senyora del Remei                                                                              | BRL    | S.XVIII | Oriola Pl. de la Iglesia         | 38° 08′ 11″ N, 1° 00′ 40″ O / 38.13626°N,1.011236°O  | 03.34.099-053 | Església parroquial de Nostra Senyora del Remedi (Oriola) · Modifica el valor a Wikidata · Carregueu una nova foto d'aquest monument            |
| Església i Asil d'Ancians, o Convent de les Germanes dels Desemparats                                                        | BRL    | S.XIX | Oriola                           | 38° 04′ 53″ N, 0° 56′ 52″ O / 38.08132°N,0.947783°O  | 03.34.099-030 | Carregueu una nova foto d'aquest monument |
| Monestir de la Santíssima Trinitat, Dominiques, Convent i Església de la Trinidad                                            | BRL    | Renaixement S.XVI (1580) origen; S.XVIII (1734) església | Oriola Pl. Santísima Trinidad, 5 | 38° 05′ 08″ N, 0° 56′ 32″ O / 38.085606°N,0.942115°O | 03.34.099-026 | Carregueu una nova foto d'aquest monument |
| Monestir de Sant Sebastià, o Convent de Sant Sebastià (Agustines)                                                            | BRL    | Neoclassicisme S.XVI (1592) origen convent | Oriola Pl. San Sebastián         | 38° 04′ 55″ N, 0° 56′ 49″ O / 38.081823°N,0.946827°O | 03.34.099-020 | Monestir de Sant Sebastià (Oriola) · Vegeu més fotos d'aquest monument · Carregueu una nova foto d'aquest monument                              |
| Seminari Diocesà de Sant Miquel, o Seminario Conciliar                                                                       | BRL    | S.XV (1442) ermita, (1445-1503) beateri; S.XVIII (1743) edifici actual                                                                                         | Oriola C. Horno de San Miguel    | 38° 05′ 17″ N, 0° 56′ 50″ O / 38.088118°N,0.947147°O | 03.34.099-027 | Seminari Diocesà de Sant Miquel (Oriola) · Vegeu més fotos d'aquest monument · Carregueu una nova foto d'aquest monument                        |

## El Pilar de la Foradada
| Monument       | Prot.? | Estil/època                     | Localització                                                  | Coordenades                                          | Codi?         | Imatge |
| -------------- | ------ | ------------------------------- | ------------------------------------------------------------- | ---------------------------------------------------- | ------------- | --- |
| Torre Foradada | BIC    | S.XVI (1591); S.XX (1905) palau | El Pilar de la Foradada Av. Mediterrani, Torre de la Foradada | 37° 52′ 04″ N, 0° 45′ 23″ O / 37.867821°N,0.756481°O | RI-51-0009150 | Torre Foradada (el Pilar de la Foradada) · Vegeu més fotos d'aquest monument · Carregueu una nova foto d'aquest monument |

## Rafal
| Monument                                        | Prot.? | Estil/època | Localització | Coordenades                                              | Codi?         | Imatge                                                                                              |
| ----------------------------------------------- | ------ | ----------- | ------------ | -------------------------------------------------------- | ------------- | --------------------------------------------------------------------------------------------------- |
| Església parroquial de la Mare de Déu del Roser | BRL    |             | Rafal        | 38° 06′ 17″ N, 0° 50′ 57″ O / 38.10472222°N,0.84916667°O | 03.34.109-001 | Església parroquial de la Mare de Déu del Roser (Rafal) · Carregueu una nova foto d'aquest monument |

## Redovà
| Monument                           | Prot.? | Estil/època | Localització | Coordenades                                    | Codi?         | Imatge                                    |
| ---------------------------------- | ------ | ----------- | ------------ | ---------------------------------------------- | ------------- | ----------------------------------------- |
| Església parroquial de Sant Miquel | BRL    |             | Redovà       | 38° 06′ 50″ N, 0° 54′ 18″ O / 38.114°N,0.905°O | 03.34.111-001 | Carregueu una nova foto d'aquest monument |

## Rojals
| Monument                         | Prot.? | Estil/època   | Localització             | Coordenades                                          | Codi?         | Imatge |
| -------------------------------- | ------ | ------------- | ------------------------ | ---------------------------------------------------- | ------------- | --- |
| Escut dels Marbeuf               | BIC    |               | Rojals                   |                                                      | 03.99.113-027 | Carregueu una nova foto d'aquest monument                                                                            |
| Escut dels Roca de Togores       | BIC    |               | Rojals                   |                                                      | 03.99.113-028 | Carregueu una nova foto d'aquest monument                                                                            |
| Església parroquial de Sant Pere | BRL    | S.XVII (1602) | Rojals Pl. de la Iglesia | 38° 05′ 20″ N, 0° 43′ 25″ O / 38.088883°N,0.723624°O | 03.34.113-002 | Església parroquial de Sant Pere (Rojals) · Modifica el valor a Wikidata · Carregueu una nova foto d'aquest monument |

## Sant Fulgenci
| Monument                             | Prot.? | Estil/època                                | Localització                   | Coordenades                                          | Codi?         | Imatge                                    |
| ------------------------------------ | ------ | ------------------------------------------ | ------------------------------ | ---------------------------------------------------- | ------------- | ----------------------------------------- |
| Església parroquial de Sant Fulgenci | BRL    | Neoclassicisme S.XVIII (1740-1762) iglesia | Sant Fulgenci Pl. Constitución | 38° 06′ 43″ N, 0° 43′ 07″ O / 38.112064°N,0.718741°O | 03.34.118-001 | Carregueu una nova foto d'aquest monument |

## Sant Miquel de les Salines
| Monument                           | Prot.? | Estil/època | Localització                                 | Coordenades                                          | Codi?         | Imatge                                    |
| ---------------------------------- | ------ | ----------- | -------------------------------------------- | ---------------------------------------------------- | ------------- | ----------------------------------------- |
| Torre de Zahurdas                  | BIC    |             | Sant Miquel de les Salines Finca de Zahurdas | 37° 58′ 11″ N, 0° 47′ 15″ O / 37.969855°N,0.787374°O | 03.34.120-001 | Carregueu una nova foto d'aquest monument |
| Torre de la Marquesa               | BIC    |             | Sant Miquel de les Salines Finca de Zahurdas | 38° 00′ 12″ N, 0° 46′ 01″ O / 38.003207°N,0.766921°O | 03.34.120-004 | Carregueu una nova foto d'aquest monument |
| Església parroquial de Sant Miquel | BRL    |             | Sant Miquel de les Salines                   | 37° 58′ 38″ N, 0° 47′ 21″ O / 37.977222°N,0.789111°O | 03.34.120-003 | Carregueu una nova foto d'aquest monument |

## Torrevella
| Monument                           | Prot.? | Estil/època | Localització                       | Coordenades                                          | Codi?         | Imatge |
| ---------------------------------- | ------ | ----------- | ---------------------------------- | ---------------------------------------------------- | ------------- | --- |
| Torre Cervera o del Moro           | BIC    | S.XIV-XV    | Torrevella Cap Cervera             | 38° 00′ 04″ N, 0° 39′ 05″ O / 38.001060°N,0.651435°O | RI-51-0009132 | Torre Cervera (Torrevella) · Vegeu més fotos d'aquest monument · Carregueu una nova foto d'aquest monument                      |
| Torre la Mata                      | BIC    |             | Torrevella Platja de Torre la Mata | 38° 01′ 35″ N, 0° 39′ 09″ O / 38.026353°N,0.652549°O | RI-51-0009133 | Torre la Mata (Torrevella) · Vegeu més fotos d'aquest monument · Carregueu una nova foto d'aquest monument                      |
| Església parroquial del Sagrat Cor | BRL    |             | Torrevella                         | 37° 58′ 35″ N, 0° 40′ 36″ O / 37.976496°N,0.676590°O | 03.34.133-009 | Església parroquial del Sagrat Cor (Torrevella) · Vegeu més fotos d'aquest monument · Carregueu una nova foto d'aquest monument |

## Xacarella
| Monument                                        | Prot.? | Estil/època         | Localització                                  | Coordenades                                          | Codi?         | Imatge |
| ----------------------------------------------- | ------ | ------------------- | --------------------------------------------- | ---------------------------------------------------- | ------------- | --- |
| Església parroquial de la Mare de Déu de Betlem | BRL    | S.XX                | Xacarella Pl. de la Condesa de la Almudena, 4 | 38° 03′ 39″ N, 0° 51′ 59″ O / 38.060907°N,0.866421°O | 03.34.080-002 | Carregueu una nova foto d'aquest monument                                                                                         |
| Palau i jardí del Marqués de Fontalba           | BRL    | S.XX (ca 1915-1922) | Xacarella C. Marqués de Fontalba              | 38° 03′ 39″ N, 0° 51′ 55″ O / 38.060857°N,0.865367°O | 03.34.080-001 | Palau i jardí del Marqués de Fontalba (Xacarella) · Vegeu més fotos d'aquest monument · Carregueu una nova foto d'aquest monument |